# Wereldkampioenschappen schermen 1970
De 23ste wereldkampioenschappen schermen werden gehouden in Ankara, Turkije in 1970. De organisatie lag in de handen van de FIE.

## Medailles

### Mannen
| Onderdeel   | Goud                                                                                      | Goud           | Zilver                                                                                 | Zilver      | Brons                                                                               | Brons       |
| ----------- | ----------------------------------------------------------------------------------------- | -------------- | -------------------------------------------------------------------------------------- | ----------- | ----------------------------------------------------------------------------------- | ----------- |
| Degen       |                                                                                           |                |                                                                                        |             |                                                                                     |             |
| Individueel | Aleksej Nikantsjikov                                                                      | Sovjet-Unie    | Sergej Paramonov                                                                       | Sovjet-Unie | Csaba Fenyvesi                                                                      | Hongarije   |
| Ploegen     | Csaba Fenyvesi Gyözö Kulcsár Zoltán Nemere Pál Schmitt Sándor Erdős                       | Hongarije      | Bogdan Gonsior Henryk Nielaba Michał Butkiewicz Kazimierz Barburski Zbigniew Matwiejew | Polen       | Daniel Giger Christian Kauter Peter Loetscher Alexandre Bretholz Christian Stricker | Zwitserland |
| Floret      |                                                                                           |                |                                                                                        |             |                                                                                     |             |
| Individueel | Friedrich Wessel                                                                          | West-Duitsland | Leonid Romankov                                                                        | Sovjet-Unie | Marek Dabrowski                                                                     | Polen       |
| Ploegen     | Vasili Stankovitsj Leonid Romanov Anatoli Kotesjev Viktor Poetjatin Valerij Loekjatsjenko | Sovjet-Unie    | Sándor Szabó Jenő Kamuti László Kamuti István Czakkel Béla Gyarmati                    | Hongarije   | Mihai Țiu Tănase Mureșanu Iuliu Falb Ștefan Ardeleanu Ștefan Haukler                | Roemenië    |
| Sabel       |                                                                                           |                |                                                                                        |             |                                                                                     |             |
| Individueel | Tibor Pézsa                                                                               | Hongarije      | Mark Rakita                                                                            | Sovjet-Unie | Vladimir Naslimov                                                                   | Sovjet-Unie |
| Ploegen     | Mark Rakita Viktor Sidjak Edoeard Vinokoerov Vladimir Naslimov Sergueï Prihogyko          | Sovjet-Unie    | János Kalmár Tibor Pézsa Péter Marót Miklos Meszena Tamás Kovács                       | Hongarije   | Jerzy Pawłowski Józef Nowara Zygmunt Kawecki Krzysztof Grzegorek Janusz Majewski    | Polen       |

### Vrouwen
| Onderdeel   | Goud | Goud        | Zilver                                                                       | Zilver      | Brons                                                                                           | Brons     |
| ----------- | --- | ----------- | ---------------------------------------------------------------------------- | ----------- | ----------------------------------------------------------------------------------------------- | --------- |
| Degen       | |             |                                                                              |             |                                                                                                 |           |
| Individueel | Galina Gorochova                                                                                           | Sovjet-Unie | Jelena Novikova-Belova                                                       | Sovjet-Unie | Olga Orbán                                                                                      | Roemenië  |
| Ploegen     | Galina Gorochova Jelena Novikova-Belova Aleksandra Zabelina Svetlana Tsjirkova Tatjana Petrenko-Samoesenko | Sovjet-Unie | Olga Orbán Ecaterina Stahl-Iencic Ileana Gyulai-Drîmbă Ana Pascu Maria Vicol | Roemenië    | Catherine Ceretti-Rousselet Brigitte Gapais Annick Level Claudie Josland Marie-Chantal Demaille | Frankrijk |

## Medaillespiegel
| Plaats | Land           | Goud | Zilver | Brons | Totaal |
| 1      | Sovjet-Unie    | 5    | 4      | 1     | 10     |
| 2      | Hongarije      | 2    | 2      | 1     | 5      |
| 3      | West-Duitsland | 1    | 0      | 0     | 1      |
| 4      | Polen          | 0    | 1      | 2     | 3      |
| 4      | Roemenië       | 0    | 1      | 2     | 3      |
| 6      | Frankrijk      | 0    | 0      | 1     | 1      |
| 6      | Zwitserland    | 0    | 0      | 1     | 1      |
| Totaal | Totaal         | 8    | 8      | 8     | 24     |

1937 · 1938 · 1947 · 1948 · 1949 · 1950 · 1951 · 1952 · 1953 · 1954 · 1955 · 1956 · 1957 · 1958 · 1959 · 1961 · 1962 · 1963 · 1965 · 1966 · 1967 · 1969 · 1970 · 1971 · 1973 · 1974 · 1975 · 1977 · 1978 · 1979 · 1981 · 1982 · 1983 · 1985 · 1986 · 1987 · 1988 · 1989 · 1990 · 1991 · 1992 · 1993 · 1994 · 1995 · 1997 · 1998 · 1999 · 2000 · 2001 · 2002 · 2003 · 2004 · 2005 · 2006 · 2007 · 2008 · 2009 · 2010 · 2011 · 2012 · 2013 · 2014 · 2015 · 2016 · 2017 · 2018 · 2019 · 2022 · 2023